# AB Motoracing

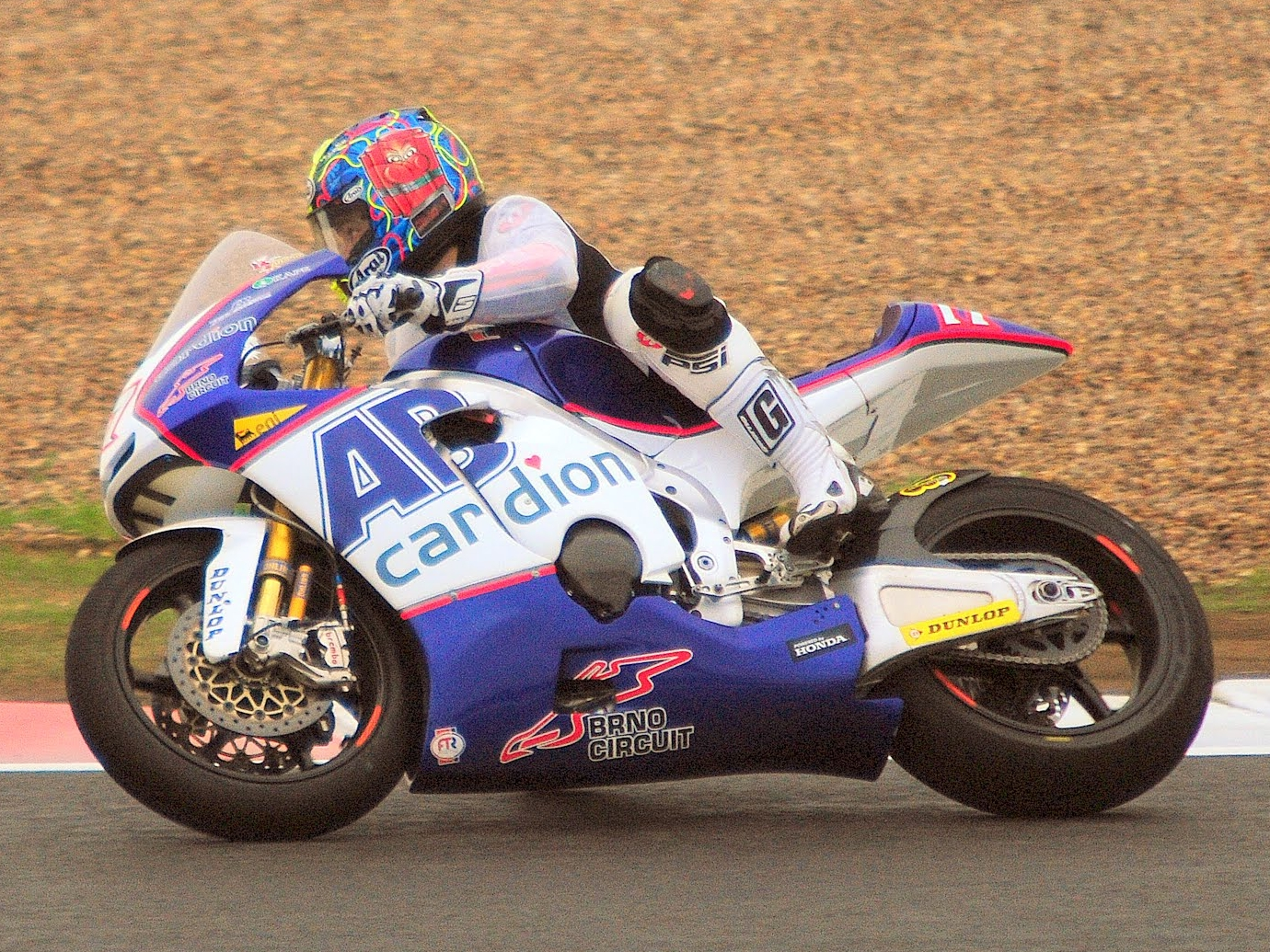
Lägg då märke till team-namnet på kåpan.

AB Motoracing är ett tjeckiskt roadracingstall som tävlade i Grand Prix Roadracing från 2006 till 2015 och från 2011 i den finaste klassen MotoGP. Stallet hette Cardion AB Motoracing från 2006 till 2014. Ägare och stallchef är Karel Abraham Sr. och ende ordinarie förare hans son Karel Abraham. Huvudsponsor från starten till 2014 var det tjeckiska medicinteknikföretaget Cardion.